# 河內級戰艦
河内級戰艦（かわちがたせんかん）是日本海軍的第一種无畏舰（儘管主炮倍徑不同，但因口徑同為12吋，因此仍滿足無畏艦「全重砲」的定義標準）。同級艦有「河内」及「攝津」2艘，同於1912年竣工。「河内」在1918年7月12日德山灣爆炸事故中沈沒（沈沒地點：北緯34°0分・東經131°46分，現在的海圖有沈船表示）。「攝津」在第一次世界大戰後解除武裝成為靶艦，於1945年7月24日被美軍航空部隊空襲而受嚴重破壞。
本級艦亦為日本海軍在第一次世界大戰前竣工唯一一種無畏艦。本級的基本計劃編號為「A-30」，河內是「伊號戰艦」，攝津為「呂號戰艦」。

## 興建起源
在日俄戰爭勝利後，日本雖然短時間在西太平洋已無對手；但是美國在戰爭中以外交策略加之公債嚇阻日本向俄羅斯帝國索討更多戰爭利益的行徑，讓日本對於未來國家發展產生危機意識，這導致日本並沒有停止更新軍備，反而在1907年同意新一批的造艦計畫。
1906年，英國皇家海軍推出無畏號戰艦，該艦嶄新的設計思路震撼了世界各國的軍艦工程師。隔年，日本通過八八艦隊籌建方案，核定未來艦隊核心戰力將由艦齡不滿8年的8艘戰艦與8艘戰鬥巡洋艦構成，主要武備與安藝號戰艦相同的12英吋艦砲；在該法案下，日本國會通過2艘新型主力艦造艦預算，是為河內級的誕生濫觴。但是河內級的開發並沒有跟上無畏號的思路，無論是集中射擊管制、背負式砲塔設計，都沒有引進本級艦運用。本級艦的主炮配置仍採雁型佈局、希望讓各方位皆有最大規模的火力投射能力。
然而，對日本帝國海軍來說最關鍵的一擊，是1908年英國向日本告知它們未來興建的戰艦將不再採用12英吋艦炮。這代表著無論從各層面均顯示河內級落後於世界頂尖標準，加上日本陷入戰後經濟不景氣，主力艦的自建計畫暫時停擺；日本為了追上世界先進水準，在本級艦動工之後再度向英國採購新型戰鬥巡洋艦與她的相關科技強化日本國內技術。為後來第一次世界大戰時期日本的造艦潮打下重要基礎。

## 軍艦構造
船體為水平甲板型，艦首大體上為垂直（攝津為飛剪型船首）加上新設計的、搭載兩門12吋50倍徑砲的雙連裝砲塔1座，而司令塔位於操舵艦橋內。在艦橋之後的則是三腳桅杆，三座煙囪中的第一、二座之間被兩側背靠背排列的總共四門12吋45倍徑炮間隔開來。在前後相鄰著的二、三號煙囪之後是另外四門12吋45倍徑炮、後三腳桅桿和一座搭載兩門50倍徑主炮的後主砲塔。

### 主砲塔配置
河內級共搭載十二門12吋(30.5公分)艦砲，其中四門50倍徑的艦砲安裝在上層建築前後的兩個雙連裝砲塔中。攝津的主炮是從維克斯訂購的，而河內的主炮則是在日本製造的。前後兩座砲塔均可迴轉270°。另外八門45倍徑的砲安裝在四個雙連裝的側翼砲塔中，每側各兩個。每座砲塔可以迴轉160°。每門 12 英寸火砲配備 80 發炮彈，通常以 +5° 的仰角裝填，但也可以 +13° 以下的任何角度裝填。火砲的俯仰角範圍為-5°至+25°。
兩種主炮發射的砲彈相同，然而由於倍徑不一致，因此性能略有差距。在發射 850 磅（386 kg）的穿甲彈（AP）時，50倍徑主炮的炮口初速能達到3,000 英尺/秒 (910 m/s) ；最大射程為 24,000 碼（22,000 米）。 45 倍徑火砲發射相同的砲彈時，炮口初速降低至 2,800 英尺/秒（850 m/s），射程也降低至 21,872 碼（20,000 m）
河內級六邊形的主砲配置與德國海軍的「拿騷級」「赫爾戈蘭級」雷同。 而同世代的戰艦如英國海軍的「海神號」「巨人級」、美國海軍的「德拉瓦級」「佛羅里達級」為全艦舷側均可瞄準，亦可進行複舊。其優點是，在與敵方艦隊作戰時，當敵艦繞到自己的另一方並進行攻擊時，船艦可以立即作出反應。

### 副砲等
副砲為日本戰艦中初次採用的「1910年型15.2厘米（45倍徑）砲」，二號甲板下方的舷側砲塔配置為每邊舷5門。其他的裝備包括對魚雷艇用的「1908年型12厘米（40倍徑）砲」12門、「7.6厘米（40倍徑）砲」單装砲16門、45厘米水中魚雷發射管5座。

### 裝甲
河內級的水線裝甲帶使用了克魯伯膠結鋼，船體中部最大厚度為12英寸（305毫米），船尾兩側錐形厚度為5英寸（127毫米）。大約1.93米(6英尺4英寸)的裝甲帶在水線以上，1.95米(6英尺5英寸)在水線以下。

## 同級艦列表
| 艦名 | 製造廠         | 安置龍骨           | 下水               | 完工              |
| ---- | -------------- | ------------------ | ------------------ | ----------------- |
| 河內 | 橫須賀海軍工廠 | 西元1909年四月1日  | 西元1910年十月15日 | 西元1912三月31日  |
| 攝津 | 吳海軍工廠     | 西元1909年一月18日 | 西元1911年三月30日 | 西元1912年七月1日 |

## 相關項目
- 大日本帝國海軍艦艇列表

1. ↑  Bernard Ireland. . New York: HarperCollinsPublishers. 1996: 68. ISBN 0004709977.
2. ↑  Breyer, Siegfried. . UK: Conway Martime. 1980: 14. ISBN 0851771815.
3. ↑  Hector Charles Bywater. . London: Constable & Co., Ltd. 1921: 198. LCCN 21012740.